# Stazione di Zōshigaya
La Stazione di Zōshigaya (雑司が谷駅?, Zōshigaya-eki) è una stazione della metropolitana di Tokyo, si trova nel quartiere di Shinjuku. La stazione è servita dalla linea Fukutoshin della Tokyo Metro. La stazione fornisce un interscambio diretto con la Linea Toden Arakawa, una delle ultime tranvie rimaste a Tokyo.

## Stazione Tokyo Metro
La stazione è costituita da una banchina centrale a isola con due binari sotterranei.
| 1 | Linea Fukutoshin | per Shinjuku-sanchōme, Meiji-Jingūmae, Shibuya, Yokohama e Motomachi-Chūkagai |
| 2 | Linea Fukutoshin | per Ikebukuro, Kotake-Mukaihara, Wakōshi, Shinrinkōen e Hannō                 |

### Stazioni adiacenti
| «                | Servizio           | »                 |
| Linea Marunouchi | Linea Marunouchi   | Linea Marunouchi  |
| ---------------- | ------------------ | ----------------- |
| Shin-Ōtsuka      | Locale             | Capolinea         |
| Linea Yūrakuchō  |                    |                   |
| Kanamechō        | Locale             | Higashi-Ikebukuro |
| Linea Fukutoshin |                    |                   |
| Kotake-Mukaihara | Espresso           | Shinjuku-sanchōme |
| Kotake-Mukaihara | Espresso pendolari | Shinjuku-sanchōme |
| Kanamechō        | Locale             | Zōshigaya         |

## Stazioni adiacenti
| «                | Servizio         | »                |
| Linea Fukutoshin | Linea Fukutoshin | Linea Fukutoshin |
| ---------------- | ---------------- | ---------------- |
| Ikebukuro        | -                | Nishi-Waseda     |